# Jar’Edo-Wens-Hoax

Die am 15. Januar 2001 gegründete englischsprachige Wikipedia ist die (Stand: 2020) umfangreichste Sprachversion der Online-Enzyklopädie Wikipedia.

Der Jar’Edo-Wens-Hoax betrifft ein ehemaliges Lemma in der englischsprachigen Wikipedia, das im November 2014 als vermutlicher Hoax erkannt und im März 2015 gelöscht wurde. Bis dahin stand der Artikel zu einer australischen Aborigines-Gottheit knapp 10 Jahre in der Online-Enzyklopädie und war damit die bis dahin (Stand: März 2015) langlebigste bekannt gewordene Wikipedia-Fälschung.

## Entstehung des Lemmas
Am 29. Mai 2005 ergänzte ein anonymer Nutzer (australische IP-Adresse) einen Artikel zur australischen Aborigines-Mythologie um eine Gottheit: „Jar’Edo Wens“. Einige Minuten später erstellte derselbe Nutzer ein Lemma mit einem kurzen Text zur Gottheit, die für Stärke und Weisheit stehend darüber wachen sollte, dass die Menschen nicht zu überheblich werden. Es wird angenommen, dass der Nutzer Jared Owens hieß und seinen Namen unter Verwendung eines willkürlich gesetzten Wortzeichens als Bezeichnung der Gottheit verwendete. In der Folgezeit wurde der Artikel von anderen Autoren und von Bots gemäß Wikipedia-Standard formatiert, klassifiziert und mit Tags versehen.
Derselbe anonyme Autor hatte in die genannte Mythologie-Liste zeitgleich eine weitere Gottheit mit dem Namen „Yohrmum“ eingefügt. Diese offensichtliche aus „Your mum“ (Deine Mutter) abgeleitete Bezeichnung wurde nach einigen Monaten als falsch erkannt und gelöscht.

## Übernahme des Hoax
In mehreren weiteren Wikimedia-Projekten wurde der Eintrag „Jar’Edo Wens“ ungeprüft übernommen. Die französisch-, die polnisch-, die russisch- und die türkischsprachige Wikipedia übernahmen den Eintrag in ihre Artikel zur Mythologie der Aborigines; in zwei Sprachversionen wurde auch „Yohrmum“ erwähnt. In der französischsprachigen Wikipedia wurde „Jar’Edo Wens“ mit eigenem Lemma übernommen. Ebenso wurde bei Wikidata ein Eintrag erstellt.
Matthew S. McCormick, Philosophieprofessor an der California State University, Sacramento, stellte 2012 in seinem Buch Atheism and the case against Christ in Anlehnung an die Liste des Satirikers Henry L. Mencken eine eigene, erweiterte Liste von 500 „Göttern und Religionen in der Geschichte, die in Ungnade gefallen sind“ auf, unter denen sich auch „Jar'Edo Wens“ findet.

## Aufdeckung des Hoax
Im Jahr 2009 wurde der englische Artikel „Jar’Edo Wens“ aufgrund mangelnder Quellen als verbesserungswürdig („multiple issues“) klassifiziert. Am 27. November 2014 wurde der Artikel von einem anonymen Nutzer als möglicher Hoax gekennzeichnet und am 1. März 2015 zur Löschung vorgeschlagen. Ein Administrator löschte das Lemma schließlich am 3. März 2015.
Wikipediocracy, eine Website, die sich kritisch mit der Qualität von Wikipedia auseinandersetzt, veröffentlichte am 15. März 2015 einen Artikel zu dem Hoax.